# Rio Araújo
O rio Araújo, é curso de água do estado de Santa Catarina, que determina parte da divisa entre os municípios de Florianópolis (parte continental, ao sul) e São José (lei 247/48), cortando os bairros de Campinas (em São José) e Capoeiras (em Florianópolis).
É um rio poluído que já teve peixes em abundância.[carece de fontes?]
Durante a manhã e tarde de 16/04/2009, máquinas trabalharam na limpeza e na desobstrução de um dos pontos críticos do rio Araújo, que possui uma curso de água de aproximadamente 5,3 mil metros. Foram retiradas dezenas de objetos. Ao encerramento desta etapa, estimada em cerca de 45 dias, a facilidade de apontar os locais exatos dos esgotos clandestinos será maior. [carece de fontes?]